# Cetartiodactyla
Cetartiodactyla (doslovně přeloženo „kytosudokopytníci“) je některými taxonomy navrhovaný název pro biologický nadřád (Superordo) savců zahrnující řády kytovci (Cetacea) a sudokopytníci (Artiodactyla).
Na základě biomolekulárních studií se prokázalo, že řád sudokopytníci ve starším pojetí byl parafyletický, protože nezahrnoval nejbližší příbuzné hrochovitých: kytovce. 
Převažuje však standardní taxonomický přístup, tj. zachování řádu sudokopytníci (Artiodactyla), ale vytvoření podřádu Cetancodonta (kytovci + hrochovití), aby se řád sudokopytníci v novějším pojetí stal monofyletickým.
V roce 2017 většina českých odborníků navrhovala název Cetartiodactyla (pokud by se prosadil) nepřekládat, případně byly navrhovány překlady kytokopytníci, kykopytníci nebo opis sudokopytníci a kytovci. Existuje i kombinovaný přístup, kdy se pro Cetartiodactyla používá označení sudokopytníci.

## Taxonomie

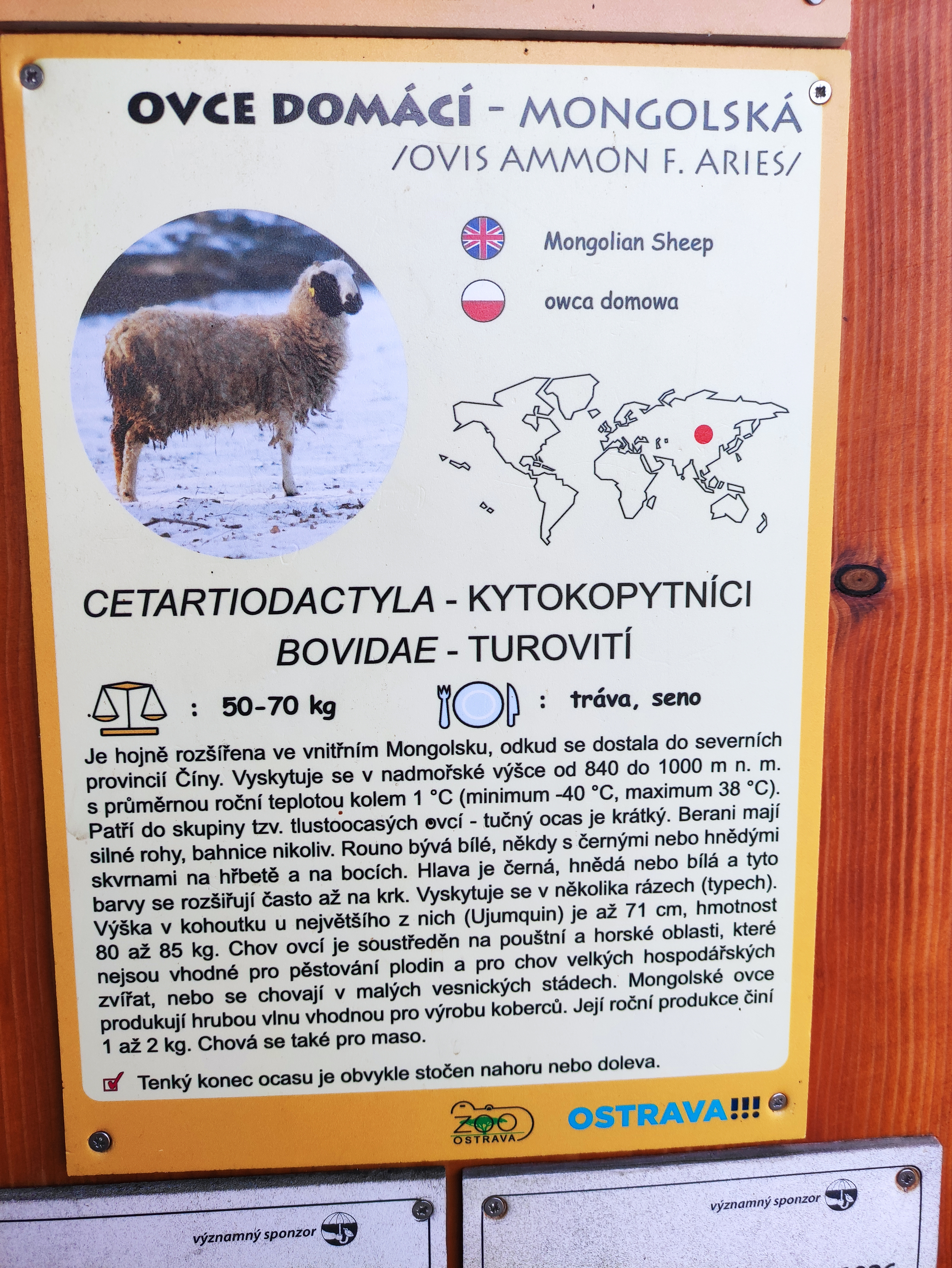
ovce domácí jako kytokopytník (ZOO Ostrava)

Mezi Cetartiodactyla/sudokopytníky patří podřády (subordo):
- Tylopoda – velbloudovití
- Suina – nepřežvýkaví
- Cetancodonta (Whippomorpha) (hrochovití a kytovci)
- Ruminantia – přežvýkaví

Složitější členění je navrhováno na základě studií z posledních let např. dle  aj.